# Aggie Beever-Jones
Agnes "Aggie" Beever-Jones (Carshalton, 27 luglio 2003) è una calciatrice inglese, attaccante del Chelsea e della nazionale inglese.

## Carriera

### Club britannico
Cresciuta nell'accademia del Chelsea, Beever-Jones esordisce con la prima squadra nella stagione 2020-2021 contro l'Aston Villa. Ottiene il suo primo contratto professionistico con il club a 18 anni, nell'estate del 2021, e trascorre la stagione seguente in prestito al Bristol City.
Nell'annata 22-23 Beever-Jones è nuovamente mandata in prestito, questa volta all'Everton, prima di ritornare a Londra. Il suo gol contro il West Ham venne votato gol del mese nel gennaio 2023. Sempre con l'Everton riceve il primo cartellino rosso della sua carriera da professionista, dovuto ad un fallo su Lia Wälti.
Beever-Jones torna a fare ufficialmente parte della rosa del Chelsea a partire dal campionato 2023-2024, mettendo a segno undici gol nel corso di diciassette partite. Con il club vince per la prima volta il campionato ed arriva in finale di League Cup.

### Nazionale
Beever-Jones è stata chiamata a rappresentare l'Inghilterra in diverse fasce d'età, dalle file dell'under 17 a quelle dell'under 23.
Nel maggio del 2024 l'allenatrice della Nazionale inglese Sarina Wiegman la convoca per la prima volta in nazionale maggiore, con cui debutta nel luglio dello stesso anno.

## Palmarès

### Club
- Campionato inglese: 1

Chelsea: 2023-2024
- FA Women's Cup: 1

Chelsea: 2020-2021

### Nazionale
- Campionato d'Europa: 1

2025